# Wahl zum Senat der Türkei 1973
Die Wahl zum Senat der Türkei 1973 fanden am 14. Oktober 1973 statt.
Bei dieser Wahl wurden 52 Mitglieder des Senats gewählt – 50 Mitglieder für 1/3 des Senats und 2 freie Sitze.

## Ergebnisse
| Partei                                      | Parteivorsitzender | Wählerstimmen | Anteil | Sitze |
| ------------------------------------------- | ------------------ | ------------- | ------ | ----- |
| Republikanische Volkspartei (CHP)           | Bülent Ecevit      | 1.412.051     | 33,6 % | 25    |
| Gerechtigkeitspartei (AP)                   | Süleyman Demirel   | 1.300.801     | 31,0 % | 22    |
| Nationale Befreiungspartei (MSP)            | Necmettin Erbakan  | 516.822       | 12,3 % | 3     |
| Demokratische Partei                        | Ferruh Bozbeyli    | 438.276       | 10,4 % |       |
| Nationale Vertrauenspartei (MGP)            | Turhan Feyzioğlu   | 246.888       | 5,9 %  | 1     |
| Partei der Nationalistischen Bewegung (MHP) | Alparslan Türkeş   | 114.662       | 2,7 %  |       |
| Einheitspartei der Türkei (TBP)             | Mustafa Timisi     | 89.824        | 2,1 %  |       |
| Unabhängige                                 |                    | 82.233        | 2,0 %  | 1     |